# Martin Gropius
Martin Gropius ovvero Martin Carl Philipp Gropius (Berlino, 11 agosto 1824 – Berlino, 3 dicembre 1880) è stato un architetto tedesco.
Era prozio del fondatore della Bauhaus, Walter Gropius.

## Biografia

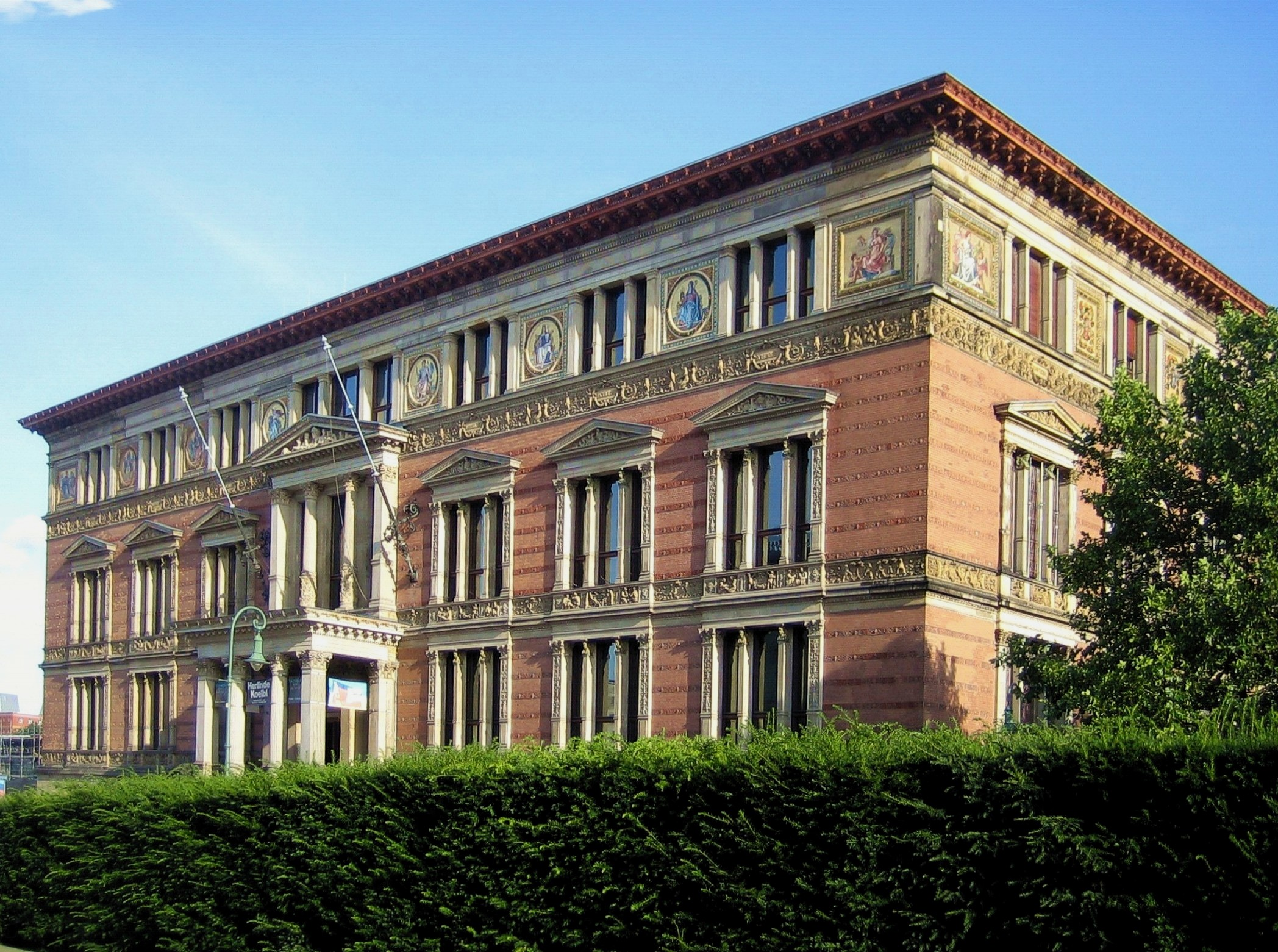
Ex museo delle arti e dell'artigianato (oggi chiamato Martin-Gropius-Bau) a Berlino (1877–1881)

Gropius ebbe come modello fin dalla nascita Karl Friedrich Schinkel e voleva diventare architetto. Si formò a Berlino presso l'Istituto Reale dell'Artigianato (Königlichen Gewerbeinstitut), che era stato fondato nel 1821 da Christian Peter Wilhelm Beuth come Istituto Tecnico Reale (Königliches technisches Institut).
Grazie al suo insegnante Karl Bötticher, l'autore dell'opera Tektonik der Hellenen, Gropius fu attratto dal linguaggio greco delle forme, che egli applicò modificandolo nelle sue opere. Egli progettò inizialmente case di abitazione, ville e residenze di campagna, che rientravano tutte quante nel solco della tradizione di Schinkel e nel classicismo. Anche i suoi edifici più rappresentativi risentono dell'influenza di questa idea. La sua ultima opera, il Museo Reale delle Arti e dell'Artigianato di Berlino (oggi denominato Martin-Gropius-Bau), fu realizzato in stile rinascimentale italiano.
Dal 1865 fondò insieme ad Heino Schmieden la società Gropius & Schmieden. Dal 1869 fino alla morte, avvenuta nel 1880, Gropius fu direttore dell'Istituto del Museo Reale delle Arti e dell'Artigianato di Berlino, un Istituto precursore dell'attuale Università dell'Arte di Berlino.

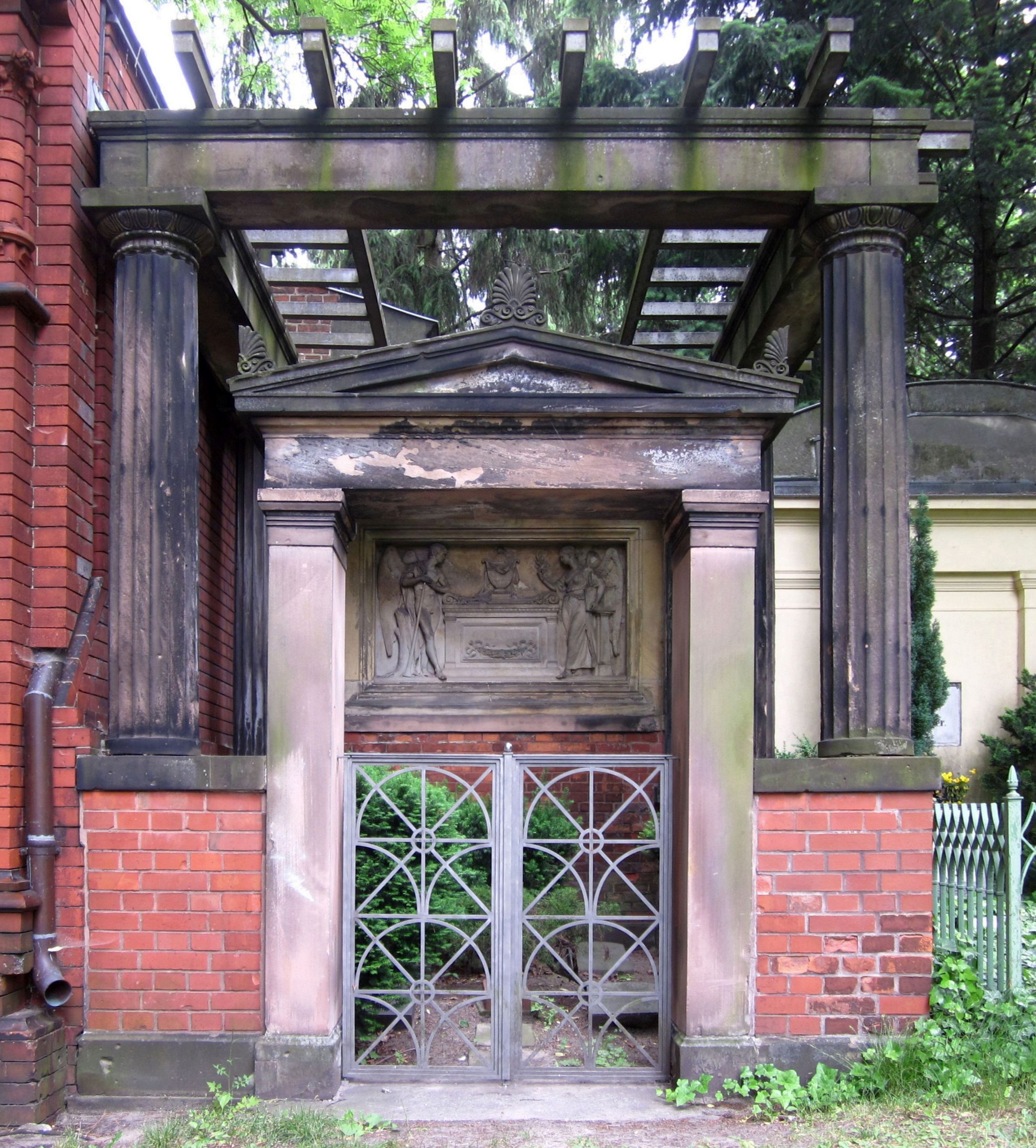
Tomba per Gropius da un suo progetto

I resti mortali di Gropius riposano nel Cimitero della Trinità II sulla Bergmannstraße a Kreuzberg. L'edificio funebre a forma di pergola fu realizzato su progetto dello stesso Gropius e dell'architetto Heinrich Strack. Il bassorilievo in pietra arenaria sulla parete della tomba è opera dello scultore Rudolf Siemering.

## Opere

### Edifici e progetti
Oltre ad edifici di rappresentanza, come diverse nuove costruzioni della Christian-Albrechts-Universität di Kiel e la Konzerthaus di Lipsia, egli progettò molte cliniche e ospedali, prevalentemente a Berlino e nel Brandeburgo.

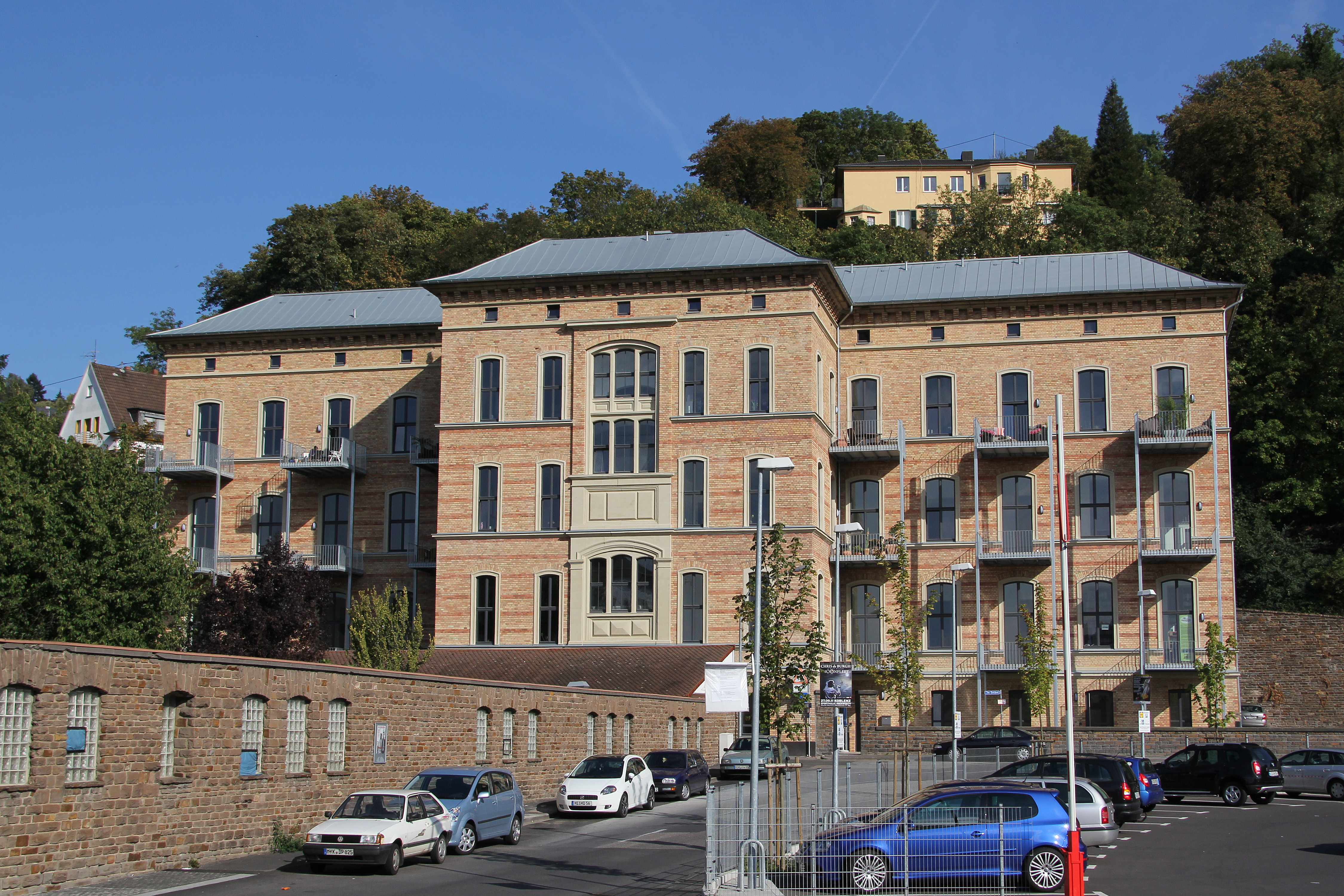
Il Martin-Gropius-Bau di Ehrenbreitstein (Coblenza) (1878)

- Manicomio provinciale Brandenburghese a Neustadt-Eberswalde, oggi noto come Ospedale Martin Gropius Krankenhaus, terminato nel 1865
- Palazzo Ungern-Sternberg a Reval (Tallinn) (1865), oggi sede dell'Accademia delle Scienze dell'Estonia
- Ospedale di Friedrichshain a Berlino (1868–1874), insieme a Heino Schmieden
- Ospedale a Wiesbaden
- Edificio principale dell'Università Christian-Albrecht di Kiel (1873–1876)
- Ospedale della guarnigione a Tempelhof presso Berlino (1875–1877)[2]
- Casa padronale a Neuruppin-Gentzrode (1876–1877)
- Museo dell'Arte e dell'Artigianato a Berlino (1877–1881), insieme ad Heino Schmieden, dal 1980 chiamato Martin-Gropius-Bau
- Ufficio principale dell'ex Clinica universitaria a Berlino (1879–1883), insieme ad Heino Schmieden[3]
- Sala concerti Gewandhaus a Lipsia (1882–1884), terminata da Heino Schmieden dopo la morte di Gropius
- Biblioteca dell'Università di Greifswald
- Ospedale della guarnigione di Coblenza-Ehrenbreitstein, oggi chiamato Ospedale Martin-Gropius (1878), insieme a Heino Schmieden[4]
- Edificio dell'amministrazione della Direzione delle Reali Miniere di Saarbrücken (1877–1880), rimasto in gran parte originale, attualmente di fatto perso a causa della ristrutturazione ed integrazione nel vicino centro commerciale Europa-Galerie[5][6][7][8]

Numerosi edifici per abitazione e ville a Berlino e dintorni furono progettati da Gropius; tra gli altri:
- 1858: Villa Heese nel Tiergarten, Lützowufer
- 1863–1866: Villa Bleichröder a Charlottenburg
- 1865: Palazzo P. Mendelssohn-Bartholdy
- Villa Gruner nel Tiergarten, Victoriastraße
- 1865: Casa Lessing, Dorotheenstraße 15
- 1868: Castello di Biesdorf
- 1875: Casa padronale Castello Calberwisch presso Osterburg (insieme a Heino Schmieden)

### Immagini di alcune opere

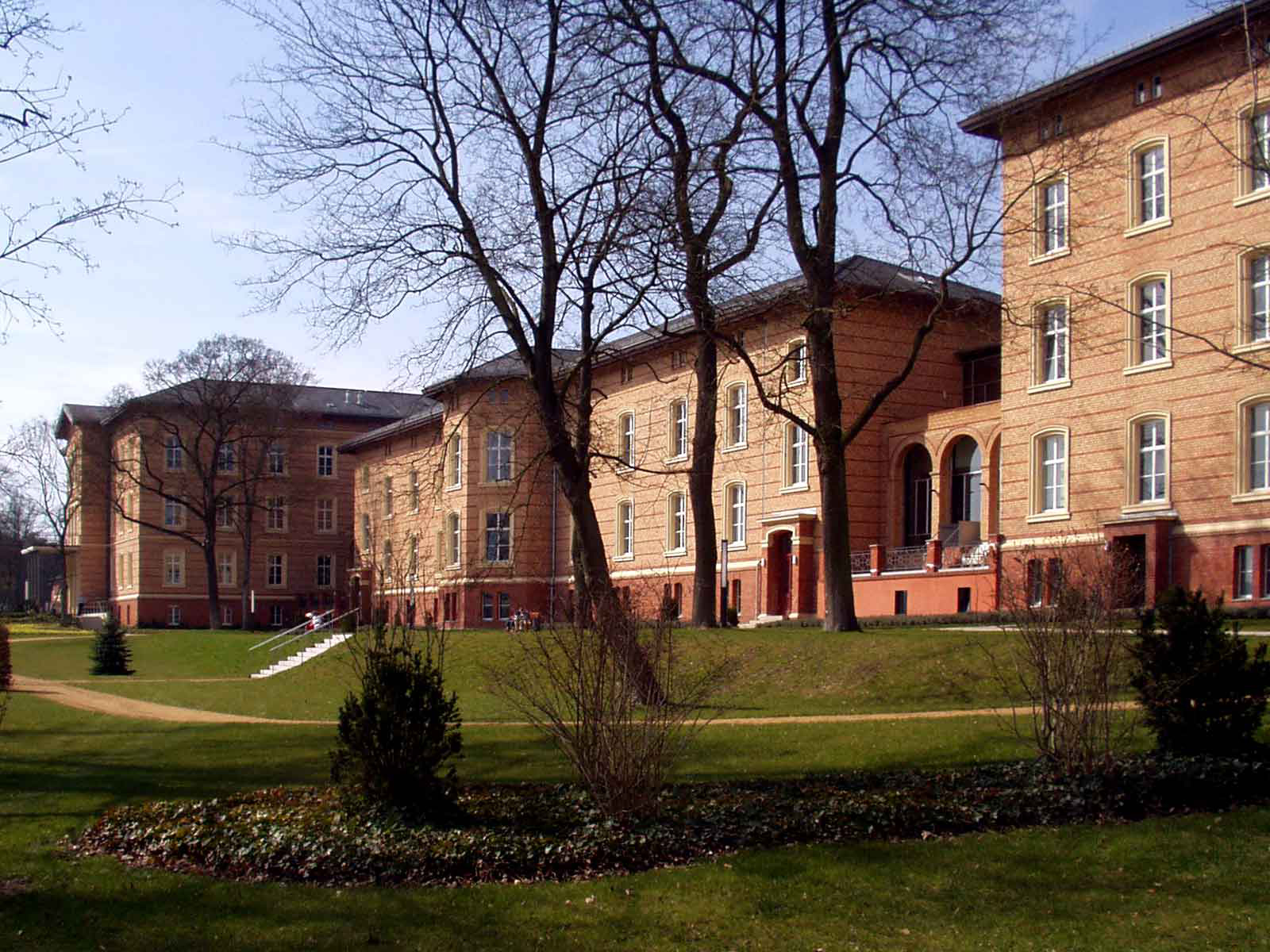
Ospedale Martin-Gropius a Eberswalde
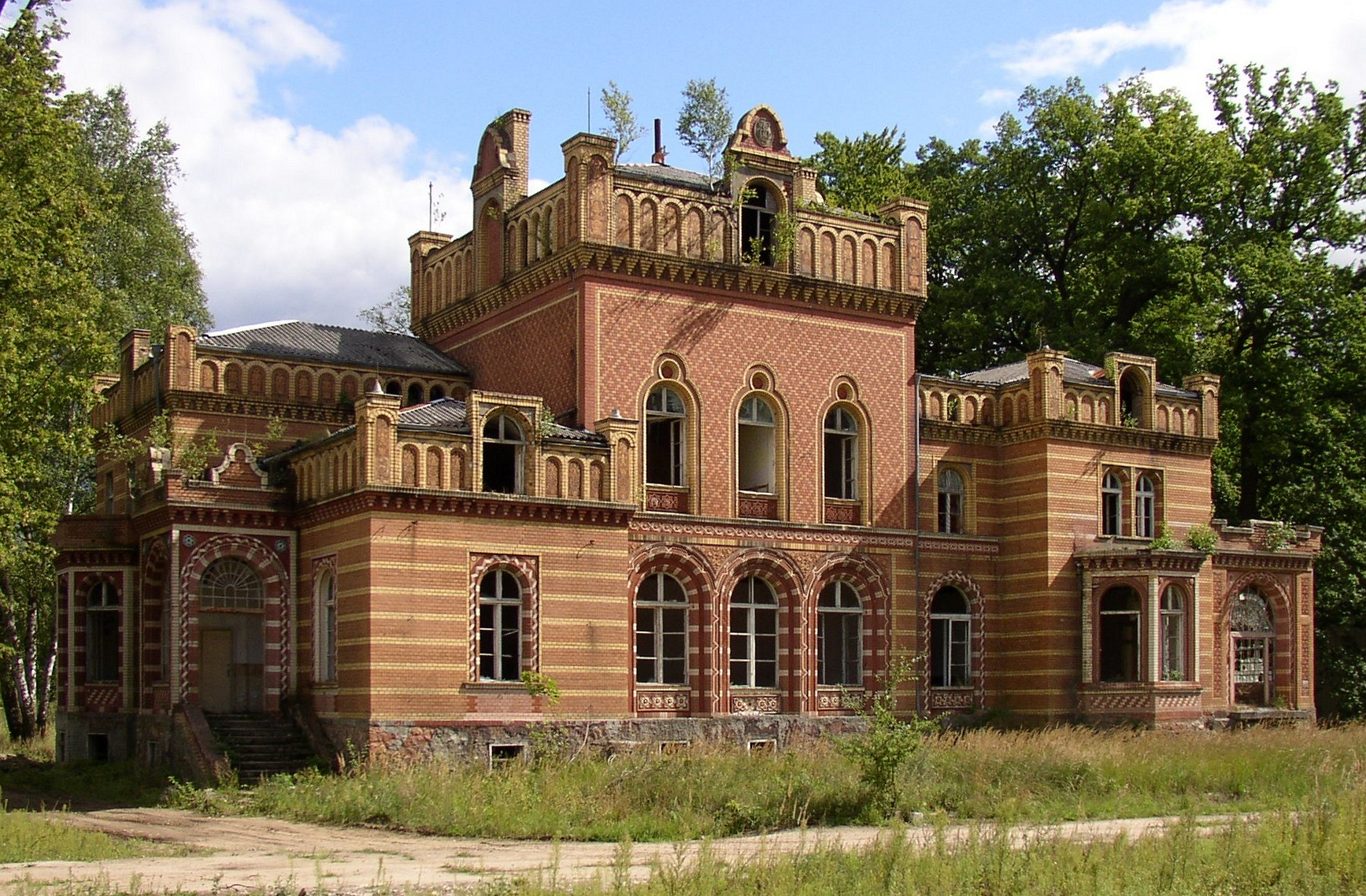
Casa padronale a Neuruppin-Gentzrode
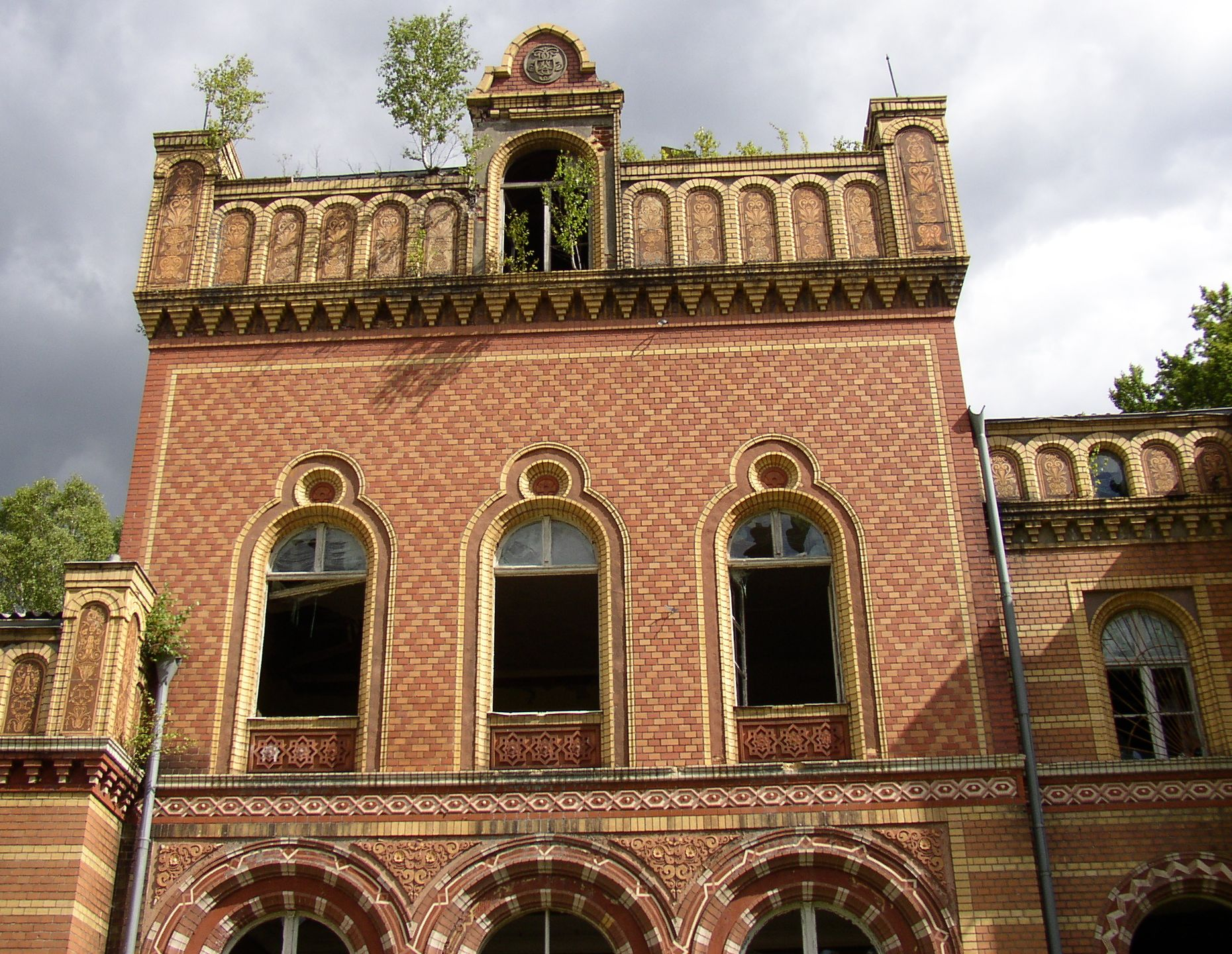
Dettaglio di facciata di casa padronale
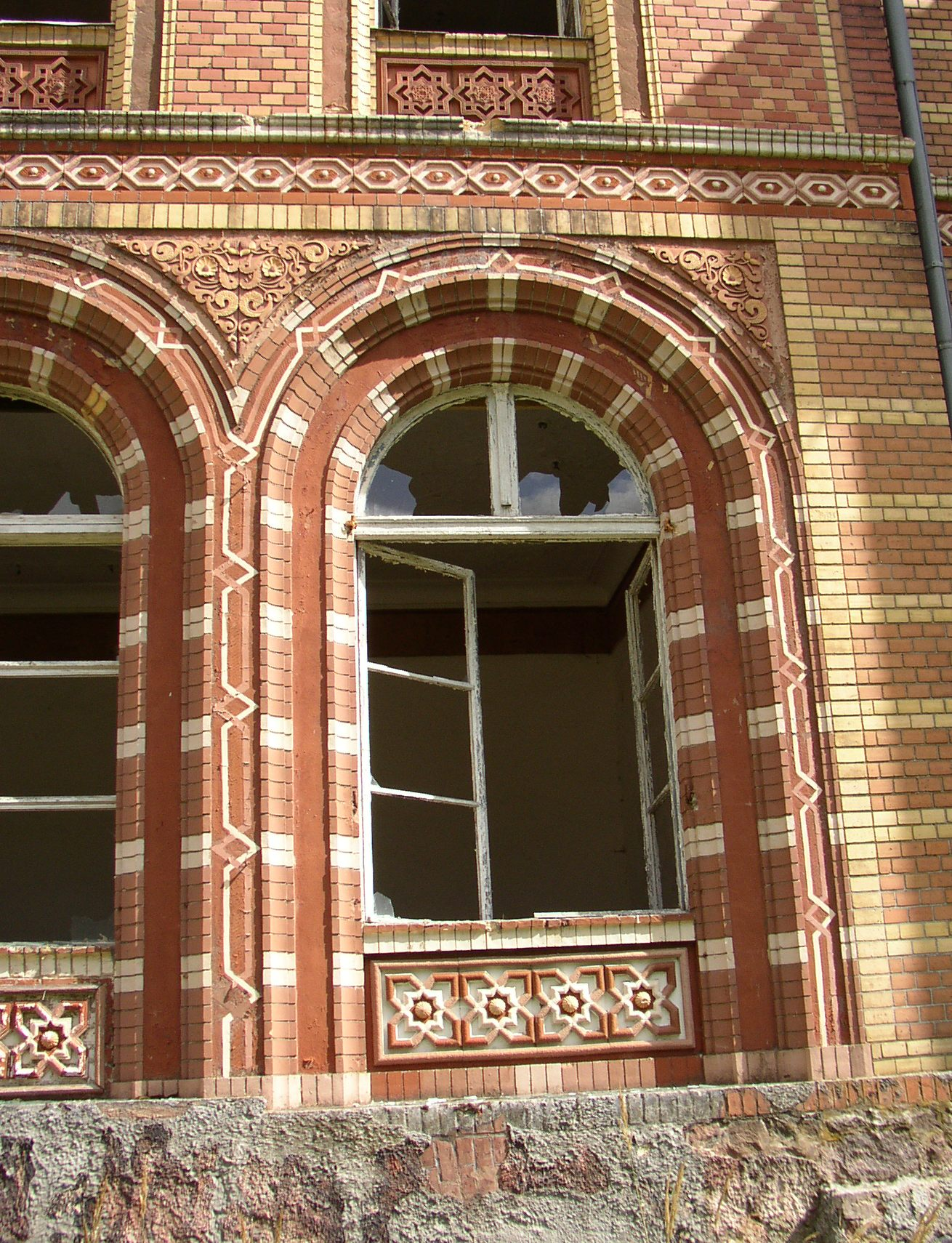
Dettaglio di finestra di casa padronale
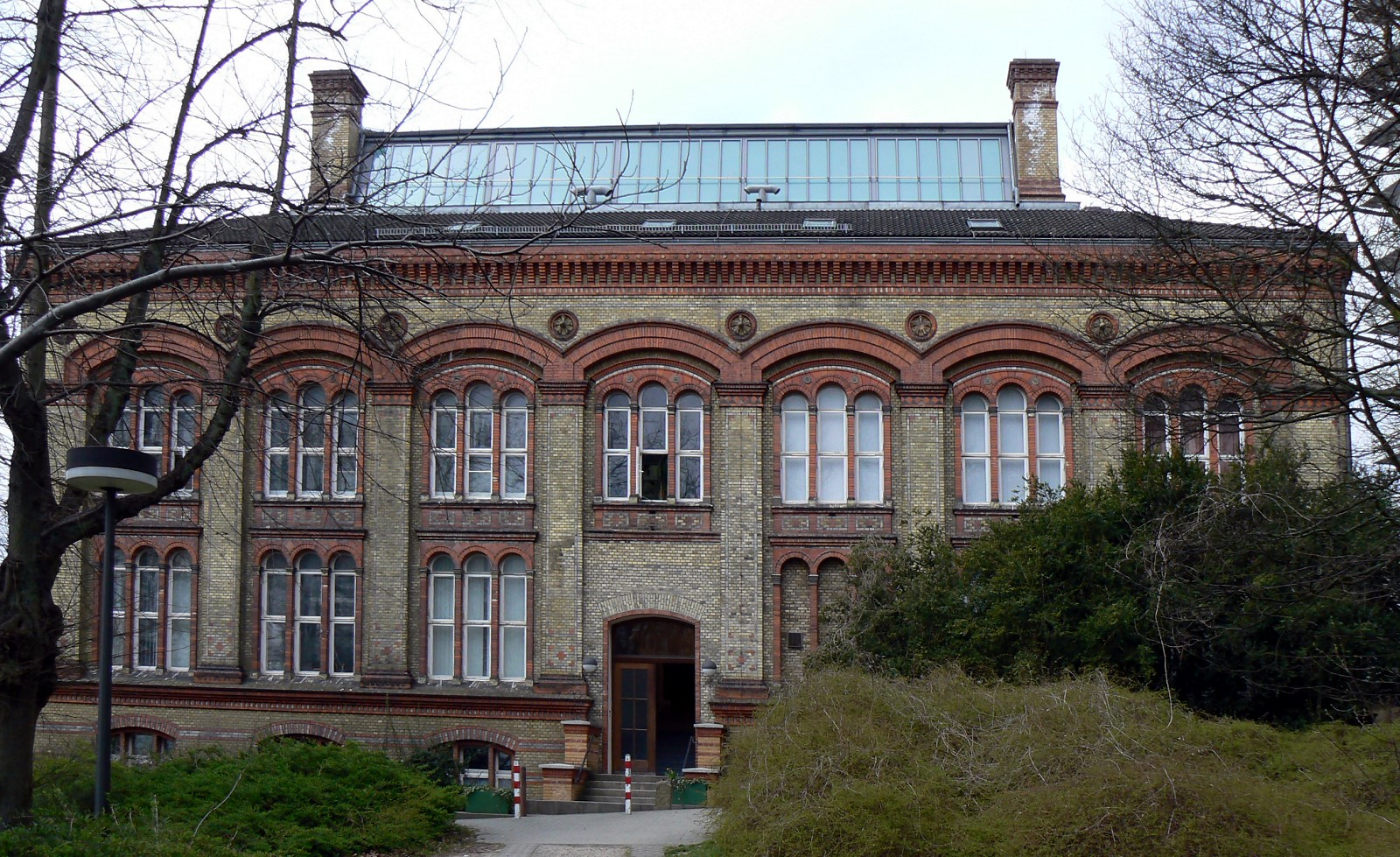
Museo zoologico dell'Università di Kiel
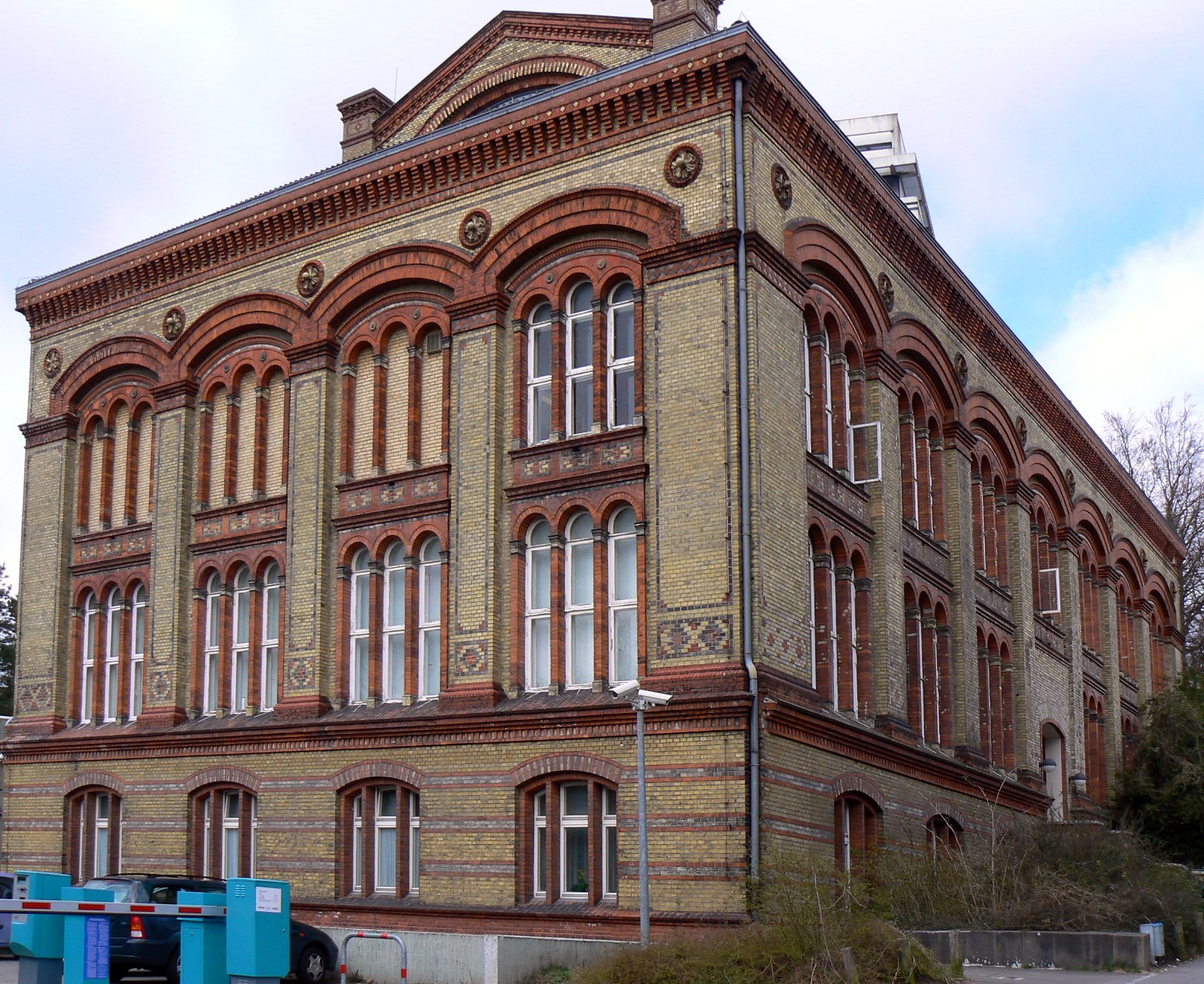
Museo zoologico dell'Università di Kiel
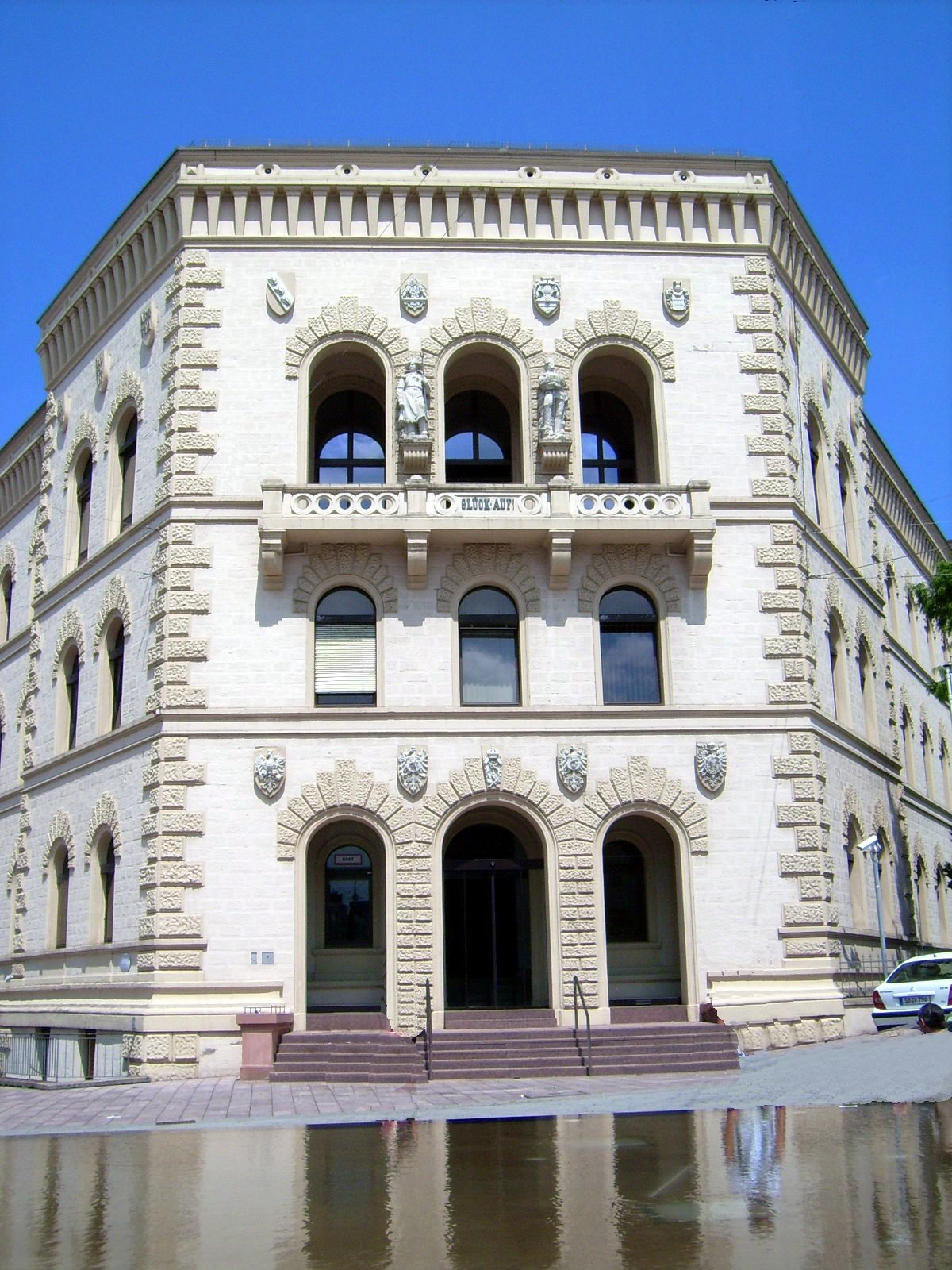
Direzione delle miniere di Saarbrücken
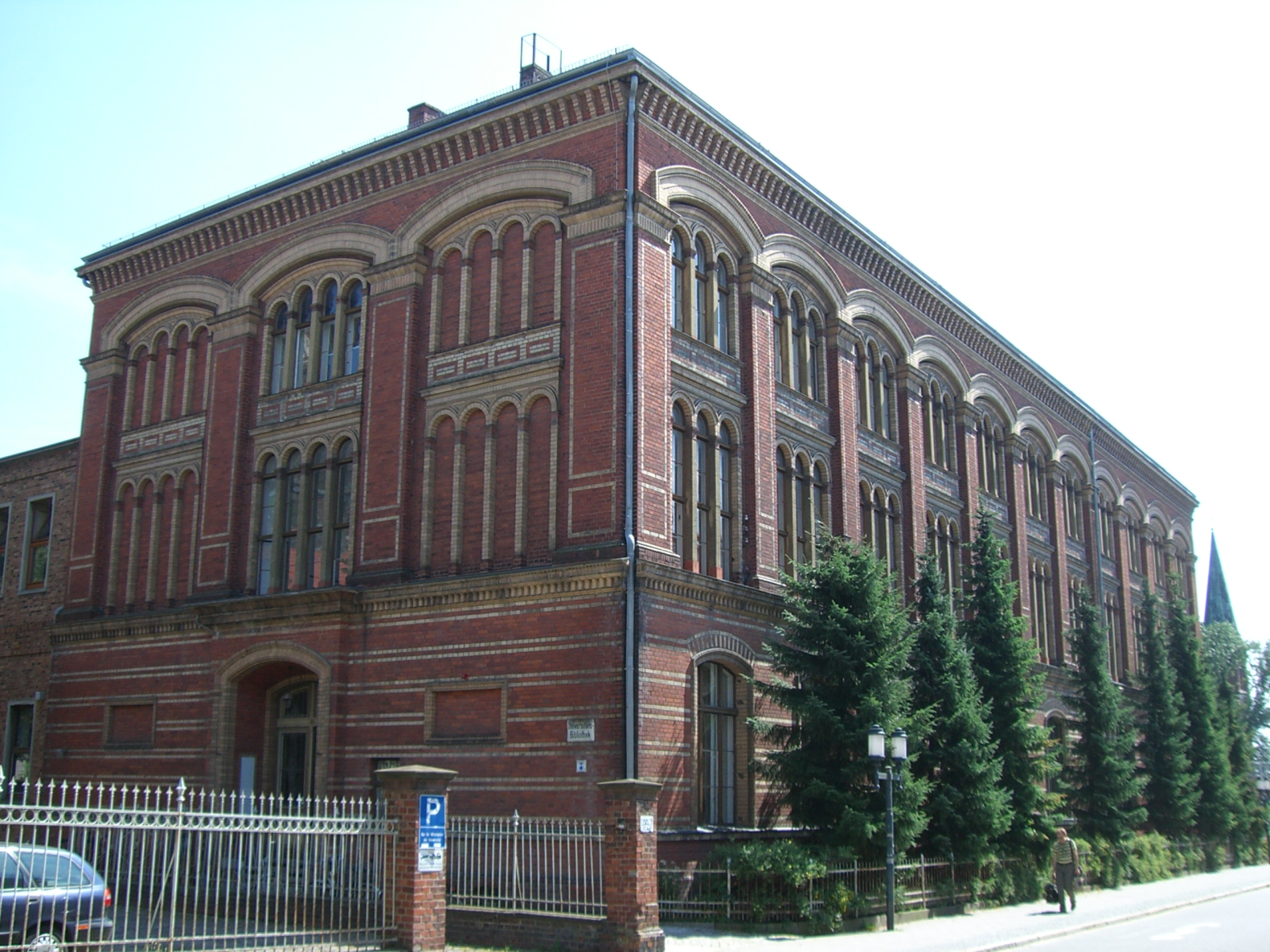
Biblioteca dell'Università di Greifswald

### Opere scritte
(in lingua tedesca)
- Die Provinzial-Irren-Anstalt zu Neustadt-Eberswalde. Ernst & Korn, Berlin 1869.
- als Herausgeber: Karl Friedrich Schinkel: Dekorationen innerer Räume. (acht Blätter) Ernst & Korn, Berlin 1874.
- Das Städtische Allgemeine Krankenhaus im Friedrichshain zu Berlin. Ernst & Korn, Berlin 1876.
- mit Heino Schmieden: Dekorationen innerer Räume. (drei Bände) Ernst & Korn, Berlin 1877.
- Deutsches Gewerbe-Museum Berlin (Hrsg.), Martin Gropius (Red.): Archiv für ornamentale Kunst. (mit erläuterndem Text von L. Lohde) Winkelmann-Springer, Berlin 1870/1871.